# Ménagère (couverts)
Pour les articles homonymes, voir Ménagère.

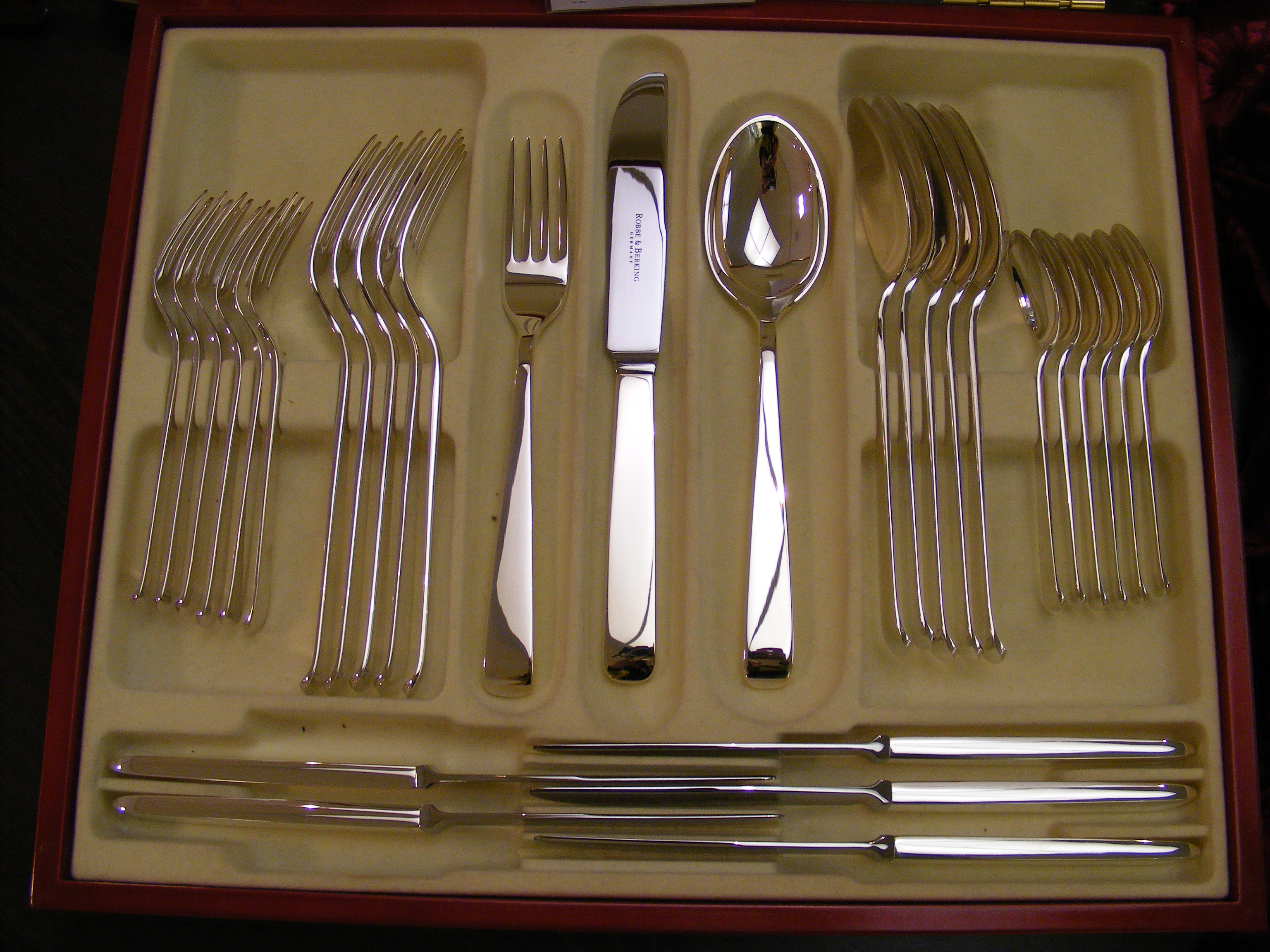
Ménagère moderne pour six personnes, avec cinq types de couverts.

Une ménagère est un ensemble de couverts de table ayant le même style et les mêmes motifs décoratifs.
Les couverts d'une ménagère sont généralement conservés dans un coffret, souvent capitonné de tissu, dans lequel chaque pièce a sa place, ce qui permet de vérifier s'il en manque à chaque fois qu'on les range. De grandes ménagères peuvent aussi prendre l'apparence d'un petit meuble appelé « argentier ».

## Histoire
La mode des ménagères, notamment comme cadeau de mariage, a commencé vers le milieu du XIXe siècle. D'abord en argent et destinées aux personnes aisées afin de leur permettre de se déplacer avec leur argenterie (lieux de villégiatures, garnisons militaires, colonies), les ménagères ont ensuite été fabriquées avec des techniques moins onéreuses (le métal argenté remplaçant l'argent massif), puis elles ont progressivement été fabriquées dans des métaux non précieux (acier inoxydable, métal blanc), afin de répondre à la demande de familles populaires.
Les couteaux étaient traditionnellement moins fréquents voire absents des ménagères offertes. On a dit souvent que c'était à cause de leur symbolique incompatible avec l'amitié ou le lien familial qui liait la personne qui offrait la ménagère à la personne qui la recevait en cadeau, mais c'était plutôt parce que les couteaux ont longtemps été des instruments personnels et également parce qu'ils n'étaient pas des ouvrages d'orfèvrerie en argent massif, mais fabriqués en acier forgé avec un manche en corne, ivoire, nacre ou argent repoussé.

## Contenu des ménagères
Une ménagère comprend un ensemble de pièces ou d'instruments pour chaque convive qu'on appelle un couvert. Ces derniers sont prévus pour un certain nombre de personnes, en général un multiple de six, souvent douze, mais dans les grandes maisons, hôtels particuliers, châteaux, ambassades ou navires, il peut y avoir jusqu'à 60 voire 120 couverts. Ce que l'on appelle vulgairement une ménagère n'est souvent pas complète, le nombre de couverts présents particulièrement dans le Service à la française est très important et diversifié.
Il se divise en plusieurs parties :

### Couverts à hors-d'œuvre (ou à entrées)
- une pelle à thon
- une pelle à beurre
- une cuillère à olive
- une fourchette à saucisson (à deux dents)
- une fourchette à sardines et cornichons (à quatre dents, à ne pas confondre avec la fourchette à fruits confits du service à mignardise)
- une fourchette dite « à gingembre » (à trois dents dont une plus coupante comme pour les fourchettes à dessert)
- une pelle à pâté (élément très rare)
- un service à salade composé d'une fourchette de service et d'une cuillère de service (spécifiques pour la salade)
- plusieurs couteaux à beurres individuels

### Couverts à caviar
- une pelle à caviar (utilisée comme cuillère de service)
- plusieurs petites cuillères individuelles à caviar (et parfois des couteaux)

### Couverts à crustacés
- plusieurs fourchettes à huîtres individuelles (petite cuillère découpée pour former trois dents plates)
- plusieurs fourchettes à escargots individuelles (petite avec deux pointes)
- plusieurs fourchettes à homard ou à crabe individuelles (appelée communément « curette à crustacé »)
- plusieurs pinces à homard individuelles (pour casser la carapace du homard ou de la langouste)
- plusieurs pinces à escargot individuelles (pour tenir la coquille de l'escargot)
- plusieurs presse-citrons individuels (en forme de quartier de citron où on place le citron pour agrémenter les huitres, par exemple)

### Couvert à œuf
- une cuillère de service dont le manche est un peu plus long et l'extrémité est ronde et plate
- plusieurs cuillères individuelles

### Service à soupe
- une louche de service (spécifique pour la soupe)
- plusieurs grandes cuillères individuelles
- plusieurs fourchettes individuelles (fourchette de base)
- plusieurs couteaux individuels (couteau de base)

### Service à viande
- une grande fourchette de service pour le gibier (à trois dents)
- une grande fourchette de service pour la viande froide (à deux dents)
- un grand couteau de service
- une pince à gigot
- une cuillère à sauce et à légumes (qui accompagne presque tout le temps la louche à soupe)

### Service à poisson
- un grand couteau de service
- une grande fourchette de service
- plusieurs fourchettes individuelles
- plusieurs couteaux individuels
- une cuillère à sauce (pas systématiquement présente)

### Couverts à légumes
- une pelle de service (cela peut parfois être une pince)
- une cuillère de service à tomate (elle est trouée pour permettre au jus de s'écouler ; elle est très rare et se trouvait alors surtout dans les services anglais ou hollandais mais elle existe dans certains services français)
- une cuillère de service à concombres ou courgettes (elle peut être trouée mais elle a systématiquement des piques sur un de ses côtés pour permettre une meilleure prise des aliments ; elle est très rare et se trouvait alors plus dans les services anglais ou hollandais ; elle existe cependant dans certains services français. Elle est souvent confondue avec la cuillère à tomate)
- une fourchette de service à citron (même si le citron est un fruit et, plus précisément un agrume, le terme avait sa place ici. C'est une grande fourchette à trois dents en éventail, rare et peu présente dans les services français contrairement aux services anglais)
- plusieurs fourchettes individuelles à citron (jamais présentes dans les services français, elle sont surtout présentes dans les services anglais)
- une pince de service à spaghetti (assez rare car récente)

### Service à condiment
- pelle à sel (pour saleron, soit unique soit par ensembles de deux ou quatre pelles et salerons)
- cuillère à moutarde (pour moutardier, souvent seule ou en paire)
- râpe cylindrique à noix de muscade

### Service à mignardises
Le service à mignardise fait partie des différents couverts à dessert mais est aussi un service à part entière.
- une louche de service à bonbon
- une fourchette de service à fruit confit (à trois dents)
- une serpette de service pour le sucre (car auparavant le sucre était en plus gros blocs)
- une pelle de service à petits fours
- une pince à marrons glacés (jamais comprise dans les petits coffrets de service à mignardises)

### Couvert et service à dessert
- une pelle de service à gâteau
- une pelle de service à tarte (avec un bord tranchant)
- un couteau de service à gâteau
- plusieurs fourchettes individuelles à dessert
- plusieurs petites cuillères individuelles à dessert
- plusieurs couteaux de service pour le fromage (un pour chaque fromage à table, donc deux au minimum)
- une grande fourchette de service pour le fromage (à deux ou trois deux, utilisée pour mettre le fromage dans son assiette, très rare)
- plusieurs couteaux à fromages individuels
- un service à glace comprenant : une pelle et une espèce de grand couteau (ou grande serpette)
- plusieurs petites cuillères à glace
- un service à fraise comprenant une pelle et une pelle à saupoudrer
- une cuillère de service pour fruits au sirop
- une cuillère de service à punch
- un service à pamplemousse comprenant une fourchette et un couteau (extrêmement rare)
- ciseau à raisin
- service à foie gras se composant soit de deux couteaux et deux fourchettes/pelle ou bien d'une pelle et une fourchette ou bien d'un seul couteau ou d'une seule pelle (entre une et quatre pièces)

### Service de «l'après-repas»
- plusieurs cuillères à thé individuelles
- plusieurs cuillères à café individuelles
- plusieurs cuillères à moka dites à expresso individuelles
- une pince à sucre
- un passe-thé
- une pince à glaçon
- une saupoudreuse
- couteau à pain

### Autres couverts (non compris dans les ménagères)
D'autres couverts plus rares existent comme la louche à lait ou les cuillères à soda (très grandes cuillères individuelles utilisées comme touilleuses), les cuillères à absinthe ou encore les cuillères à médicaments.
Il existe des ménagères spécialisées présentées dans des coffrets à part, comme des ménagères à dessert, à poisson ou encore à thé, à café, à mignardise, à hors-d’œuvre.
En tout, un argentier complet pour 12 personnes compte au minimum 293 pièces (en ne comptant qu'un seul couteau à fromage, un seul couvert pour le foie gras, une seule pelle à sel et une seule cuillère à moutarde) et au maximum pour 12 personnes, il pourrait donc compter 304 pièces.